# Acompsomyces atomariae
Acompsomyces atomariae Thaxt. – gatunek grzybów z rzędu owadorostowców (Laboulbeniaceae). 

## Systematyka i nazewnictwo
Pozycja w klasyfikacji według Index Fungorum: Acompsomyces, Laboulbeniaceae, Laboulbeniales, Laboulbeniomycetidae, Laboulbeniomycetes, Pezizomycotina, Ascomycota, Fungi.
Gatunek ten po raz pierwszy opisał w 1902 r. Roland Thaxter na chrząszczu Atomaria ephippiata w USA. 

## Charakterystyka
Grzyb mikroskopijny, pasożyt owadów. W Polsce jego występowanie podał Tomasz Majewski na chrząszczach (Coleoptera) należących do gatunków Atomaria fuscipes, Atomaria gravidula, Atomaria gutta. Łącznie na 3 okazach tych chrząszczy było 13 dojrzałych plech grzyba. Miały długość 113–164 μm, a perytecja o wymiarach 66–100 × 30–48 μm i były to wymiary zgodne z podanymi przez R. Thaxtera.